# Chang Hang Building
Le Chang Hang Building est un gratte-ciel de 202 mètres construit en 2001 à Wuhan en Chine.